# Nikoła Filipow
Nikoła Iwanow Filipow (bułg. Никола Иванов Филипов, ur. 13 lipca 1965 w Chaskowie) – bułgarski judoka. Olimpijczyk z Barcelony 1992, gdzie zajął dziewiąte miejsce w wadze średniej.
Siódmy na mistrzostwach Europy w 1992 roku.

## Letnie Igrzyska Olimpijskie 1992
| Konkurencja | Eliminacje             | Eliminacje              | Repasaże              | Repasaże             | Klas. końcowa |
| Konkurencja | Przeciwnik I           | Przeciwnik II           | Przeciwnik I          | Przeciwnik II        | Miejsce       |
| ----------- | ---------------------- | ----------------------- | --------------------- | -------------------- | ------------- |
| 86 kg       | Yahia Mufarrih (YEM) Z | Waldemar Legień (POL) P | Michael Oduor (KEN) Z | Yang Jong-ok (KOR) P | 9.            |